# Massacre de Solhan
Le massacre de Solhan a lieu le 5 juin 2021, pendant l'insurrection djihadiste au Burkina Faso.

## Déroulement
Dans la nuit du 4 au 5 juin 2021, des hommes armés attaquent Solhan, une petite ville de 3 000 habitants dans la province de Yagha,. Les tueries débutent à deux heures du matin. Les assaillants visent d'abord le poste des miliciens des Volontaires pour la défense de la patrie (VDP), puis ils pénètrent dans les habitations civiles et procèdent à des exécutions sommaires. Le marché et plusieurs maisons sont incendiées,. 

## Responsabilités
Le gouvernement burkinabé attribue l'attaque à des « terroristes », mais celle-ci n'est pas revendiquée. Le soir du 4 juin, une autre attaque fait 14 morts dans le village de Tadaryat, près de Tokabangou, dans la région de Oudalan,. Un deuil national de trois jours est décrété.
Le 8 juin, le Groupe de soutien à l'islam et aux musulmans (GSIM) déclare ne pas être impliqué dans les tueries. Il dénonce un massacre qui « n'a rien à voir avec l'islam dans le Jihad et le combat au nom de Dieu » et présente ses « condoléances les plus attristées aux familles des victimes ».
Cependant le 24 juin, le gouvernement burkinabé affirme que d'après ses informations, l'attaque a été commises par des combattants de la katiba Mujaïd al-Qaïda, affiliée au Groupe de soutien à l'islam et aux musulmans,. RFI indique cependant que la katiba Mujaïd al-Qaïda n'est connue d’aucun spécialiste de la zone.
Le 25 juin, l'État islamique affirme dans son magazine Al-Naba, que le massacre a été commis par une unité « indisciplinée » du Groupe de soutien à l'islam et aux musulmans,. Il accuse le GSIM de « fuir ses responsabilités » et assure que des affrontements internes ont eu lieu au sein du groupe.
Selon le chercheur Héni Nsaibia : « Jusqu’ici, c’est le GSIM qui s’efforçait de discréditer l’EIGS en pointant ses excès contre les civils » et après le massacre de Solhan, la direction du groupe « a choisi de se désolidariser par une communication purement stratégique ».

## Bilan humain
Le massacre fait au moins 160 morts, dont une vingtaine d'enfants. Il s'agit alors de l'attaque la plus meurtrière au Burkina Faso depuis le début du conflit en 2015.

## Suites

### Opération armée
Le 14 juin 2021, l'armée burkinabée déclare qu'une « dizaine de terroristes » ont été « neutralisés » lors d'opérations de ratissage entre le 7 et le 13 juin dans les environs de Solhan.

### Enquête et Justice
Selon l'enquête des autorités burkinabés, l'attaque a été décidée le 21 mai 2021. Elle aurait eu pour objectif de piller Solhan afin de financer le GSIM. Le groupe qui a commis le massacre aurait déjà commis plusieurs autres attaques à Solhan et à Sebba, à Boundoré et Koholoko à la frontière du Niger, ainsi que des incursions sur les territoires béninois et nigériens. Il est également suspecté d'avoir perpétré l'attaque contre un convoi minier sur l'axe Ouragou-Boungou, dans le sud-est du Burkina Faso, le 6 novembre 2019, qui avait fait 37 morts. 
Le 25 juin 2021, deux terroristes présumés burkinabés âgés de 28 ans, Mano Tidjani alias "Ali" et Woba Dikouré, sont mis en examen et placés sous mandats de dépôt pour "association de malfaiteurs, assassinats, tentative d'assassinats, vols, détention illégale d'arme à feu et de munitions, dégradation volontaire de biens mobiliers et immobiliers, toutes infractions en lien avec le terrorisme". Ils sont suspectés d'avoir joué un rôle clé dans le massacre. Mano Tidjani est également soupçonné d'être le chef d'une base du GSIM située dans une forêt de Boundoré, dans le nord du pays. Leur mise en examen est rendue publique le 29 juin par un communiqué d'Émile Zerbo, procureur du Burkina.